# Landtag prussiano

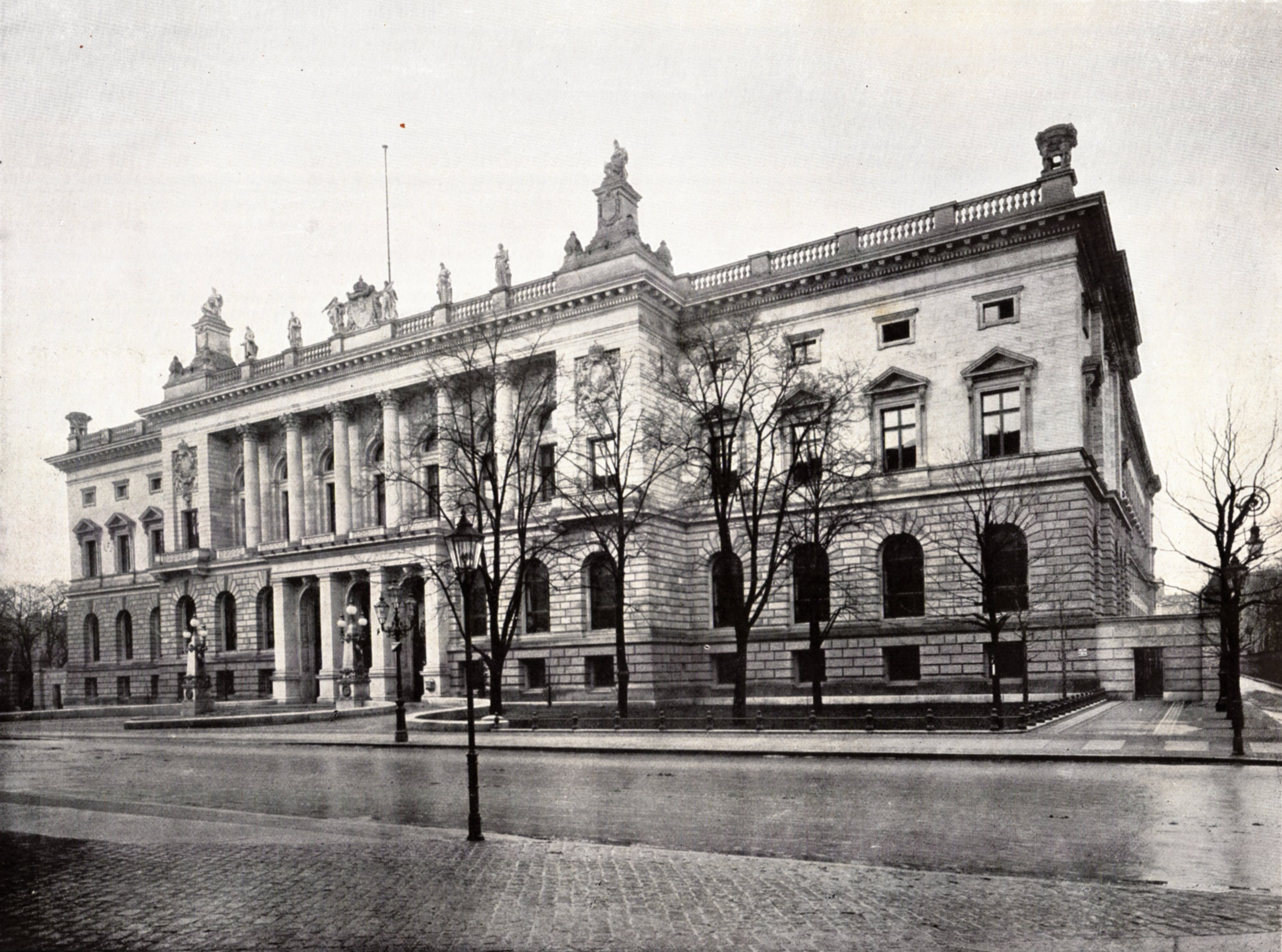
Camera dei rappresentanti, 1900 circa

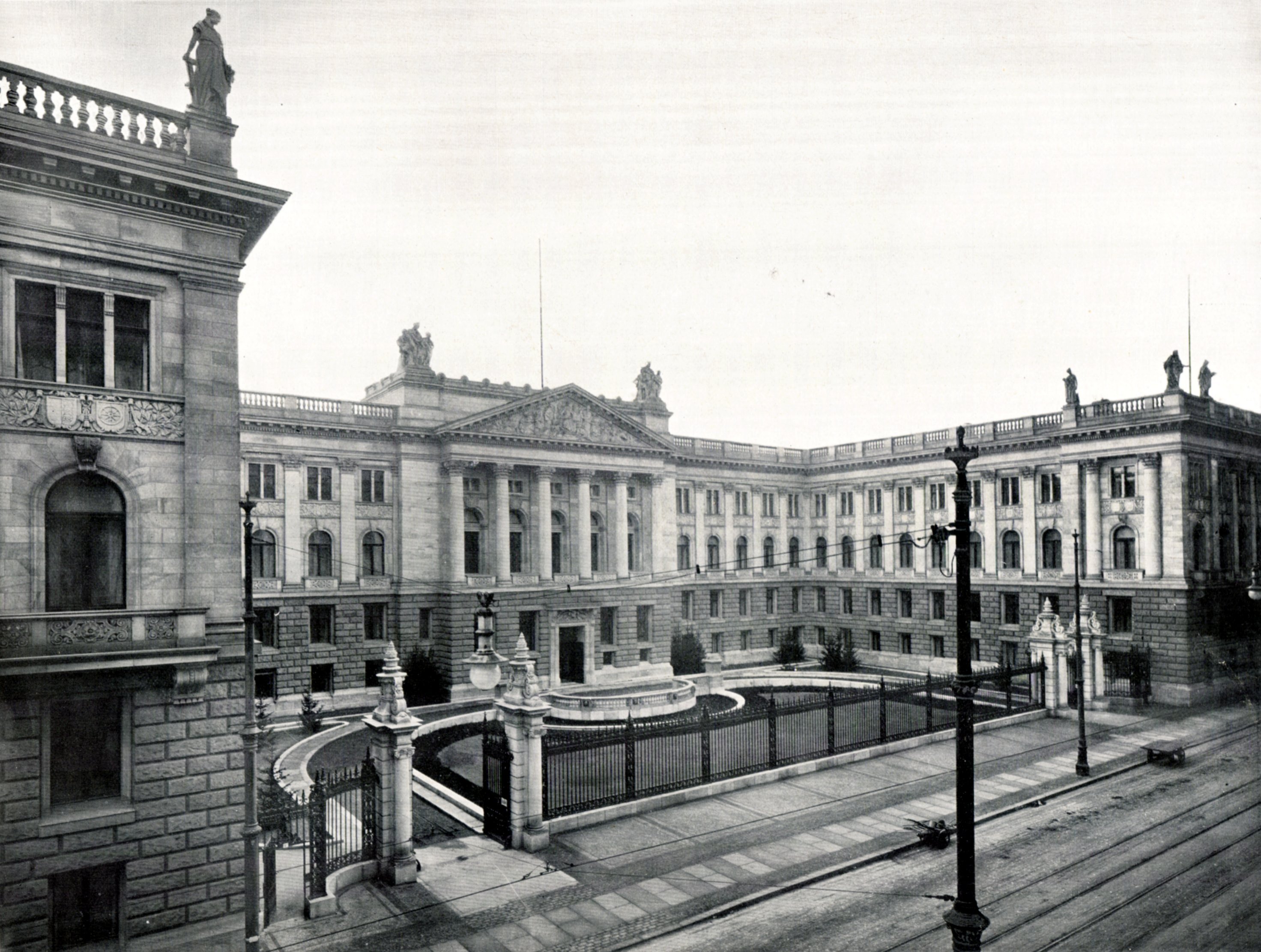
Camera dei signori, 1900 circa

Il Landtag prussiano (in tedesco: Preußischer Landtag, letteralmente "Dieta territoriale prussiana") era l'assemblea rappresentativa del Regno di Prussia. Istituito nel 1849, era un'assemblea legislativa bicamerale composta dalla Camera dei signori (Herrenhaus), la camera alta, e dalla Camera dei rappresentanti (Abgeordnetenhaus), la camera bassa. 
Dopo la prima guerra mondiale e la rivoluzione di novembre il Landtag continuò ad esistere come parlamento dello Stato Libero di Prussia tra il 1921 e il 1933.

## Storia

### Regno di Prussia
Nel corso delle rivoluzioni del 1848, il re Federico Guglielmo IV di Prussia e il suo ministro Gottfried Ludolf Camphausen acconsentirono ad indire elezioni per un'assemblea generale in tutte le province prussiane. L'Assemblea nazionale prussiana fu però sciolta per decreto reale il 5 dicembre 1848 e il re impose la Costituzione del Regno di Prussia. La Costituzione, anche se reazionaria, istituì un parlamento bicamerale costituito dalla Prima Camera (Erste Kammer, dal 1855 chiamata Herrenhaus) e dalla Seconda Camera (Zweite Kammer, dal 1855 chiamata Abgeordnetenhaus), i cui membri erano eletti secondo il sistema delle tre classi. Sia le camere che il re di Prussia avevano facoltà di proporre disegni di legge.
Durante la reggenza del principe Guglielmo e del suo primo ministro, il principe liberale Karl Anton von Hohenzollern la Camera dei rappresentanti, guidata dai liberali del Partito Progressista Tedesco, si sviluppò gradualmente come un serio attore politico, arrivando nel 1861 ad un conflitto costituzionale: Guglielmo I, appena salito al trono, e il suo ministro della guerra Albrecht von Roon richiesero l'approvazione per un incremento del finanziamento militare, che i deputati rifiutarono.
Roon spinse il re a nominare Otto von Bismarck Primo Ministro, il quale -"non dai discorsi e dai voti della maggioranza vengono decise le grandi questioni dei tempo (...) con il ferro e il sangue"- agendo su una presunta lacuna della costituzione (Lückentheorie) privò i rappresentanti prussiani di qualsiasi potere nella gestione finanziaria. L'assemblea sollevò una feroce protesta e negli anni seguenti il governo di Bismarck dovette governare con un bilancio statale non approvato dal legislatore. Nel settembre del 1866 il primo ministro, grazie al potere raggiunto in seguito alla battaglia di Sadowa, riuscì a far passare la Legge sull'indennità (Indemnitätsgesetz), che legalizzò la sua gestione del bilancio. I risultati portarono alla scissione del Partito Nazionale Liberale, il quale divenne un fedele sostenitore della politica di Bismarck.

### Stato libero di Prussia
Durante la rivoluzione tedesca del 1918-1919 il nuovo governo prussiano dei Socialdemocratici (MSPD) e dei Socialdemocratici indipendenti (USPD) sotto Paul Hirsch abolì la legislatura bicamerale. Un'Assemblea costituente (Preußische Landesversamlung) venne eletta il 26 gennaio 1919, dopo l'introduzione del suffragio universale. Dopo il fallito putsch di Kapp del 1920, l'assemblea confermò il primo gabinetto del ministro presidente Otto Braun e, infine, adottò la nuova Costituzione prussiana, il 30 novembre. Il Landtag prussiano venne ristabilito come l'assemblea legislativa dello Stato Libero di Prussia nel 1921. Le province erano rappresentate nel Consiglio di Stato prussiano (Preußischer Staatsrat), che succedette alla Herrenhaus come una sorta di camera alta. Il sindaco di Colonia Konrad Adenauer servì come presidente di quest'ultimo fino al 1933.
La legislatura durava non più di quattro anni. Il Parlamento poteva essere sciolto anticipatamente dalla risoluzione congiunta del ministro presidente e dei presidenti del Landtag e del Consiglio di Stato, oppure tramite un Volksentscheid (termine traducibile come "plebiscito" o "referendum"). Quest'ultima strada fu intrapresa nel 1931 dai partiti di destra e dai comunisti al fine di far cadere il gabinetto Braun, ma il plebiscito del 9 agosto si risolse in un fallimento a causa del mancato raggiungimento del quorum del 50%.

## Edificio

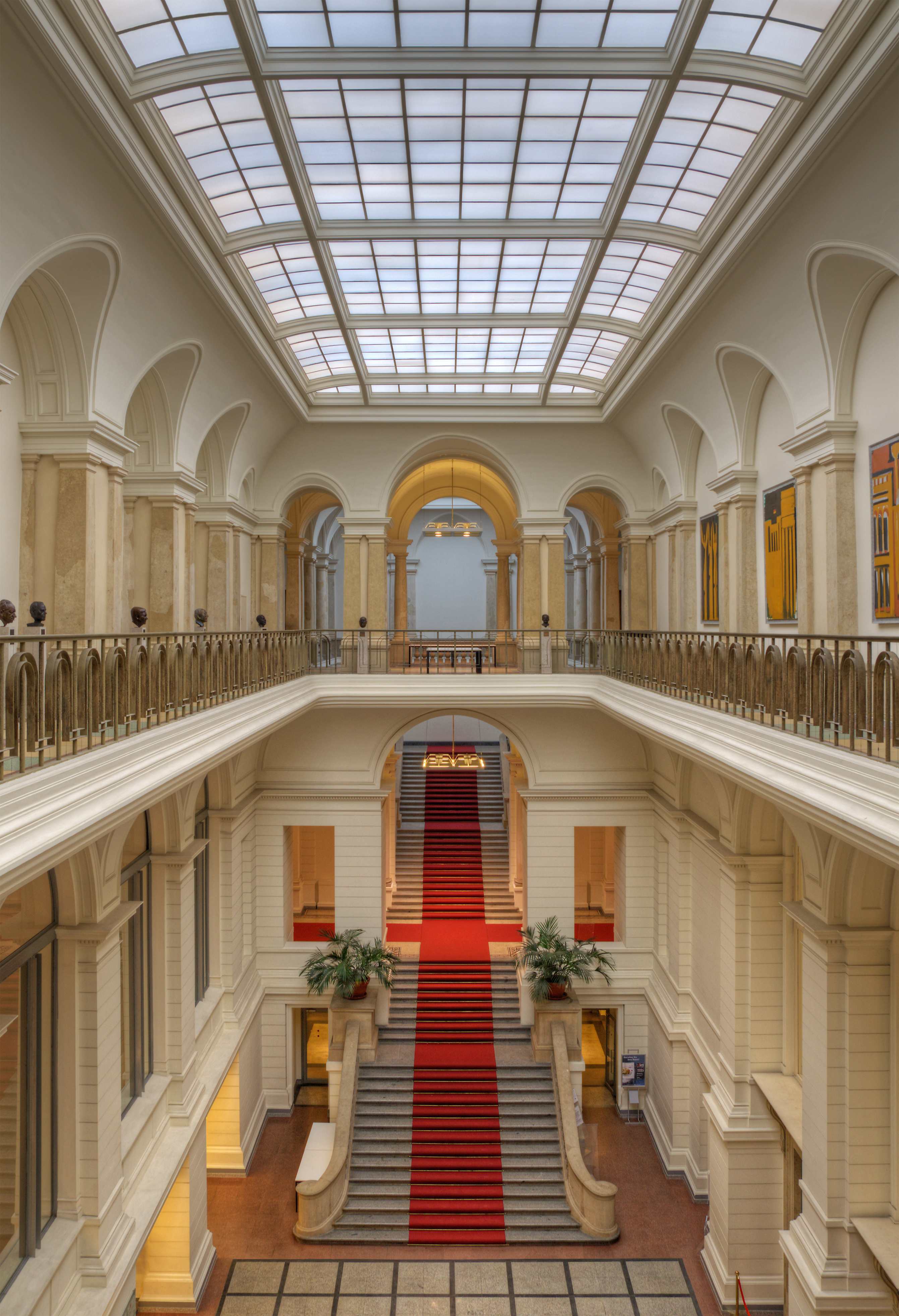
Abgeordnetenhaus, scalinata

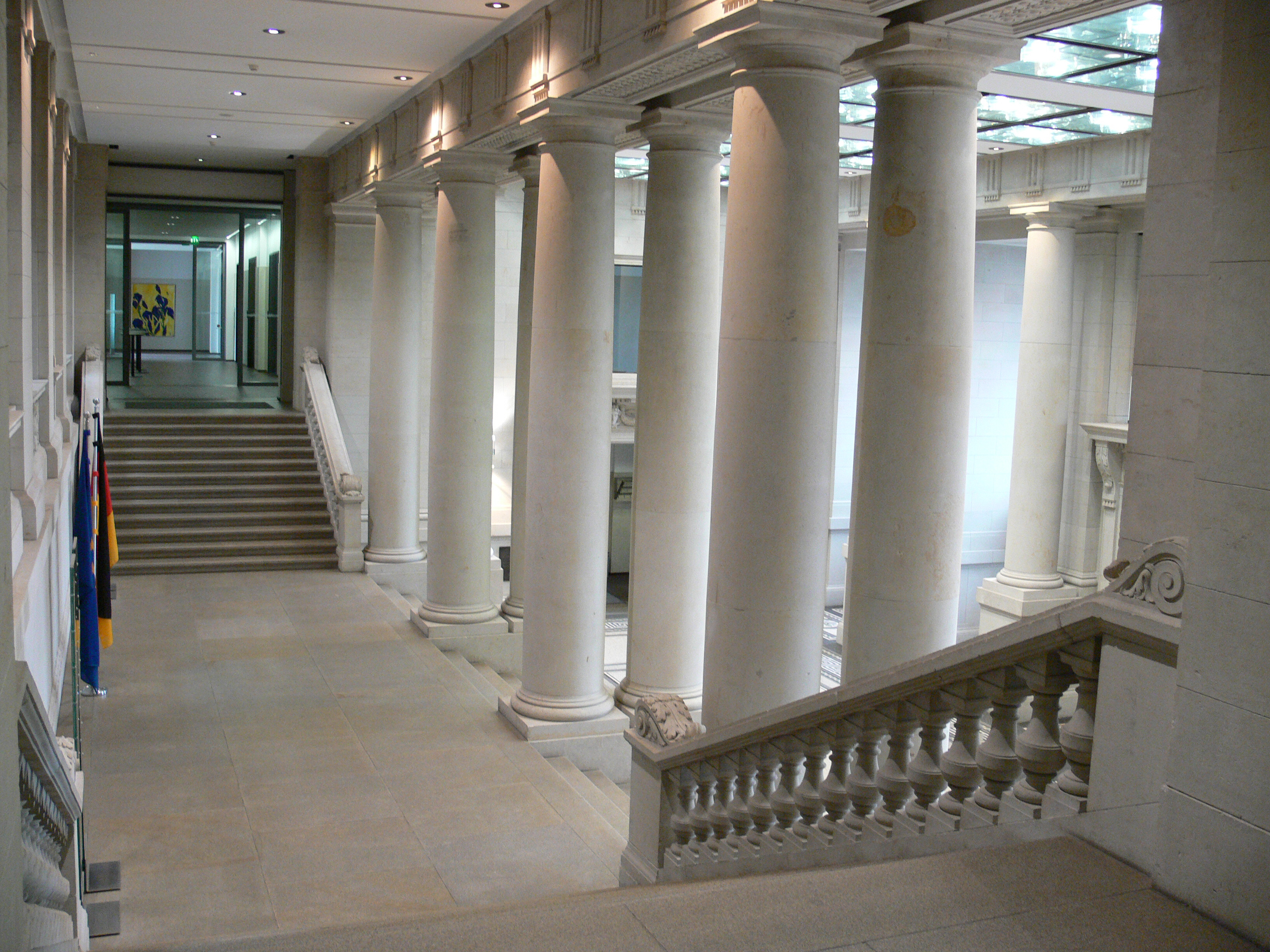
Herrenhaus, atrio

Nel 1899 il Landtag prussiano si spostò in un edificio al n° 5 della Prinz-Albrecht-Straße (l'attuale Niederkirchnerstraße), vicina a Potsdamer Platz e situata di fronte al Martin-Gropius-Bau. Durante la rivoluzione tedesca del 1918—1919 il Consiglio dei Soldati e dei Lavratori (Reichsrätekongress) vi tenne le sue sedute dal 16 al 20 dicembre 1918. Il 1º gennaio 1919 vi venne fondato il Partito Comunista Tedesco.
Dal 1993 l'edificio è la sede dell'Abgeordnetenhaus di Berlino, ma è ancora chiamato colloquialmente Preußischer Landtag, proprio come il vicino edificio che ospita il Bundestag, che è generalmente indicato come Reichstag.
La sede del Camera dei signori sulla Leipziger Straße venne inaugurata nel 1904. Entrambi gli edifici furono costruiti "schiena contro schiena", secondo i progetti disegnati da Friedrich Schulze, ed erano comunicanti mediante un'ala ristorante comune. Dopo la presa di potere nazionalsocialista, l'edificio della Herrenahaus servì come dipendenza del vicino Ministero dell'Aeronautica e della fondazione Preußenhaus di Hermann Göring. Dopo la seconda guerra mondiale ospitò diversi dipartimenti della Accademia delle scienze di Berlino della Germania Ovest e dal 29 settembre 2000 è la sede del Bundesrat tedesco.

## Presidente dellaPreußische Landesversammlung
| Nome           | Periodo     | Partito |
| -------------- | ----------- | ------- |
| Robert Leinert | 1919 - 1921 | SPD     |

## Presidenti del Landtag
| Naome             | Periodo   | Partito |
| ----------------- | --------- | ------- |
| Robert Leinert    | 1921–1924 | SPD     |
| Friedrich Bartels | 1924–1928 | SPD     |
| Friedrich Bartels | 1928–1931 | SPD     |
| Ernst Wittmaack   | 1931–1932 | SPD     |
| Hanns Kerrl       | 1932–1933 | NSDAP   |